# Directeur de plongée
Le directeur de plongée est la personne responsable de l’organisation de la plongée lorsqu'elle a lieu au sein d'une structure associative ou commerciale. 

## Législation française
Le rôle et les prérogatives du directeur de plongée sont décrites précisément par la loi.
L'arrêté du 22 juin 1998 modifié 2000 relatif aux règles techniques et de sécurité dans les établissements organisant la pratique et l’enseignement des activités sportives et de loisir en plongée autonome à l’air disposait que
« La pratique de la plongée est placée sous la responsabilité d'un directeur de plongée présent sur le site qui fixe les caractéristiques de la plongée et organise l'activité. Il s'assure de l'application des règles définies par le présent arrêté. »
- Le directeur de plongée en milieu naturel est titulaire au minimum[2]:
  - du niveau 3 d'encadrement de la FFESSM ou de la FSGT
  - du Moniteur ** (deux étoiles) CMAS
  - du Brevet d'État d'éducateur sportif 1er degré
  - du niveau 5 de plongeur uniquement en cas d'exploration.
- En milieu protégé, piscine ou fosse, dont la profondeur n'excède pas 6 mètres, le directeur de plongée est titulaire au minimum du niveau 1 d'encadrement[3].

Le 9 décembre 2004, la réglementation de la plongée sous-marine a été incluse dans le Code du sport sans changement de fond.
La dernière version en 2011 n'a pas non plus été modifiée fondamentalement: « La pratique de la plongée est placée sous la responsabilité d'un directeur de plongée présent sur le site qui fixe les caractéristiques de la plongée et organise l'activité. Il s'assure de l'application des règles définies par la présente sous-section. »
Les articles A322-88 à A322-115 du code du sport indiquent les règles et le rôle du directeur de plongée pour « la plongée autonome aux mélanges autres que l'air».

## Système PADI
Dans le système PADI, le divemaster, ainsi que tous les niveaux de moniteurs, peuvent être considérés comme « directeurs de plongée ».